# Castell de Sibra
El castell de Sibra és una residència situada al territori del municipi de La Garda, al departament francès de l'Arieja. Es tracta d'una casa forta àmpliament reformada al segle XIX, inscrita com a monument històric des de 2004.

## Història
El castell està construït en una propietat senyorial pertanyent a l'abadia de Camon, el propietari de la qual, Louis de George, va ser ennoblit a finals del segle XVI. L'any 1706, la senyoria va ser recuperada pels religiosos de Camon.
La propietat torna després als George, que es converteixen en De Saint-Georges, fins al 1811, quan és comprada per la família Espert, de la qual Pierre Espert, conegut com a "de Sibra" i general de l'Imperi, n'és el membre més destacat.
El 1878, Joseph Paul François Villary, conegut com a "de Fajac", adquireix el lloc en una subhasta i transforma profundament el castell, dotant-lo de l'estil actual. Les obres són realitzades per un empresari local i un arquitecte de Tolosa, Louis Mortreuil.
El castell, així com el seu parc i totes les construccions que s'hi troben, estan inscrits com a monuments històrics per ordre del 7 de juliol de 2004.

## Arquitectura

### El castell
La casa forta inicial va ser profundament reformada a petició del propietari Villary de Fajac. Les obres, dirigides per l'arquitecte tolosà Mortreuil, segueixen els principis de l'eclecticisme en auge al segle XIX. El castell compta amb merlets i matacans d'inspiració medieval, i obertures d'estil renaixentista. Un medalló ovalat en relleu, a la façana que dóna al parc, representa Sant Jordi matant el drac. Els ornaments de terracota, fabricats per la casa Virebent, decoren especialment grans xemeneies interiors. Els vitralls són obra de Louis Saint-Blancat, i les tapisseries, del decorador parisenc Tétrel.

### El parc
La finca compta amb un parc paisatgístic de 15 hectàrees, dissenyat a partir de 1883 per un paisatgista desconegut, i inclou una gran varietat d'espècies vegetals, algunes de singulars (ginkgo biloba, acàcia del Japó, faig ploraner...). També està embellit amb estanys, diverses construccions de jardí, un antic rusc-melera amb 80 ruscs, una caseta de caça, un obelisc i una gruta artificial